# The Complete Mike Oldfield
 (février 2021).
Si vous disposez d'ouvrages ou d'articles de référence ou si vous connaissez des sites web de qualité traitant du thème abordé ici, merci de compléter l'article en donnant les références utiles à sa vérifiabilité et en les liant à la section « Notes et références ».

The Complete Mike Oldfield est un double album compilation de Mike Oldfield, sorti en 1985.

## Contenu
Cette compilation a la particularité de comporter beaucoup de morceaux alors inédits en album (12 morceaux sur 25). Notons en particulier les morceaux en concerts, qui sont, d'après les notes de pochette, alors tous inédits en album ; ils ont été enregistrés pendant les tournées de 1981 à 1984.
Un de ces morceaux en concerts est notable : Platinum, reprise en concert de l'album du même nom, où Mike Oldfield interprète à la guitare, avec son groupe, l'intégralité de la face A de l'album, pour une durée de 14 minutes. Au-delà de l'aspect performance technique, cette interprétation donne une unité intéressante, et une couleur très rock au morceau, se démarquant ainsi sensiblement de la version studio.
La version vinyle associe un thème à chaque face de l'album : la face instrumentale, la face vocale, la face complexe et la face live.
Le pressage français Virgin 60041 propose en outre, sur la pochette, une liste brièvement commentée des albums jusqu'à The Killing Fields, une courte biographie et la liste des musiciens jouant sur les pistes en concert.

## Pistes de l'album
La liste de ces pistes est celle du double album vinyle Virgin 60041 (pressage français). Des variations sur la liste de ces pistes semblent exister, dans les différents pressages vinyles ou CD internationaux (voir par exemple , qui comprend des morceaux supplémentaires).
- The Instrumental Side

1. Arrival - (2:46) - Extrait de l'album QE2
2. William Tell Overture - (3:52)
3. Cuckoo Song - (3:15)
4. Jungle Gardenia - (2:45)
5. Guilty - (3:57)
6. Blue Peter - (2:07)
7. Wallberg (The Peak) - (3:24)
8. Wonderful Land - (3:37) - Extrait de l'album QE2
9. Etude (Theme from The Killing Fields) - (3:04) - Extrait de l'album The Killing Fields - Version Single

- The Vocal Side

1. Moonlight Shadow - (3:37) - Extrait de l'album Crises
2. Family Man - (3:45) - Extrait de l'album Five Miles Out
3. Mistake - (2:54)
4. Five Miles Out - (4:17) - Extrait de l'album Five Miles Out
5. Crime Of Passion - (3:38)
6. To France - (4:34)- Extrait de l'album Discovery
7. Tricks Of The Light - (3:53)- Extrait de l'album Discovery

- The Complex Side

1. Extrait de Ommadawn - (7:04)
2. Extrait de Tubular Bells - (8:34)
3. Extrait de Hergest Ridge - (4:20)
4. Extrait de Incantations - (4:41)
5. Extrait de The Killing Fields (Evacuation) - (4:47)

- The Live Side

1. Sheba - (3:28)
2. Mirage - (4:49)
3. Platinum (Including North Star/Platinum Finale) - (14:16)
4. Mount Teide - (4:07)